# Salchipapas
Les salchipapas (acrònim de salchicha [salsitxa] i papas [patates]) són un plat de menjar ràpid originari del Perú i estès a països veïns com Xile, Colòmbia, Equador o Bolívia. Consisteix en un plat de salsitxes tallades en rodanxes, acompanyades de patates fregides i diverses salses —maionesa, quètxup, etcètera. Es menja habitualment en locals de menjar ràpid, així com al carrer.